# Melanagromyza mallochi
Melanagromyza mallochi är en tvåvingeart som beskrevs av Friedrich Georg Hendel 1923. Melanagromyza mallochi ingår i släktet Melanagromyza och familjen minerarflugor. Inga underarter finns listade i Catalogue of Life.